# Andezitové kamenné more
Andezitové kamenné more je národní přírodní památka v oblasti Štiavnické vrchy.
Nachází se v katastrálním území obce Malá Lehota v okrese Žarnovica v Banskobystrickém kraji. Území bylo vyhlášeno či novelizováno v roce 1975 na rozloze 1,4300 ha. Ochranné pásmo nebylo stanoveno.